# Lekkoatletyka na Igrzyskach Afrykańskich 2023
Zawody w lekkoatletyce na Igrzyskach Afrykańskich 2023 zostały rozegrane w dniach 18-22 marca 2024 roku. Areną zmagań był Legon Sports Stadium.
W przypadku konkursu chodu na 20 km kobiet za wiążące uznano wyniki uczestniczek na dystansie 19 km, z powodu problemów z licznikami okrążeń.

## Rezultaty

### Mężczyźni
| Konkurencja                   | 1. miejsce                                                                                         | Wynik     | 2. miejsce                                                                                      | Wynik     | 3. miejsce | Wynik     |
| ----------------------------- | -------------------------------------------------------------------------------------------------- | --------- | ----------------------------------------------------------------------------------------------- | --------- | --- | --------- |
| Bieg na 100 m                 | Emmanuel Eseme                                                                                     | 10,14     | Usheoritse Itsekiri                                                                             | 10,23     | Gilbert Hainuca                                                                                                 | 10,29     |
| Bieg na 200 m                 | Joseph Amoah                                                                                       | 20,70     | Claude Itoungue Bongogne                                                                        | 20,74     | Consider Ekanem                                                                                                 | 20,80     |
| Bieg na 400 m                 | Chidi Okezie                                                                                       | 45,06     | Muzala Samukonga                                                                                | 45,37     | Cheikh Tidiane Diouf                                                                                            | 45,49     |
| Bieg na 800 m                 | Aaron Cheminingwa                                                                                  | 1:45,72   | Ngeno Kipngetich                                                                                | 1:45,73   | Tumo Nkape | 1:46,84   |
| Bieg na 1500 m                | Brian Komen                                                                                        | 3:39,19   | Ermias Girma                                                                                    | 3:39,40   | Abel Kipsang | 3:39,45   |
| Bieg na 5000 m                | Hagos Gebrhiwet                                                                                    | 13:38,12  | Abdullahi Jama Mohamed                                                                          | 13:38,64  | Cornelius Kemboi                                                                                                | 13:40,61  |
| Bieg na 10 000 m              | Nibret Melak                                                                                       | 29:45,37  | Gemechu Dida                                                                                    | 29:45,68  | Evans Kiptum | 29:47,61  |
| Półmaraton                    | Samsom Amare                                                                                       | 1:05:04   | William Amponsah                                                                                | 1:05:13   | Isaac Mpofu | 1:05:37   |
| Bieg na 3000 m z przeszkodami | Samuel Firewu                                                                                      | 8:24,30   | Amos Serem                                                                                      | 8:25,77   | Simon Koech | 8:26,19   |
| Bieg na 110 m przez płotki    | Louis François Mendy                                                                               | 13,61     | Amine Bouanani                                                                                  | 13,69     | Yousuf Badawy Sayed                                                                                             | 13,83     |
| Bieg na 400 m przez płotki    | Saad Hinti                                                                                         | 48,82     | Victor Ntweng                                                                                   | 49,38     | Kemorena Tisang                                                                                                 | 50,09     |
| Sztafeta 4 × 100 m            | Nigeria Israel Okon Sunday · Consider Ekanem · Alaba Akintola · Usheoritse Itsekiri · Edose Ibadin | 38,41     | Ghana Edwin Gadayi · Benjamin Azamati · Solomon Hammond · Joseph Amoah                          | 38,43     | Liberia John Sherman · Emmanuel Matadi · Jabez Reeves · Joseph Fahnbulleh                                       | 38,73     |
| Sztafeta 4 × 400 m            | Zambia Patrick Nyambe · Kennedy Luchembe · David Mulenga · Muzala Samukonga                        | 2:59,12   | Botswana Busang Kebinatshipi · Leungo Scotch · Boitumelo Masilo · Bayapo Ndori · Omphile Seribe | 2:59,32   | Nigeria Ifeanyi Emmanuel Ojeli · Samson Oghenewegba Nathaniel · Sikiru Adeyemi · Chidi Okezie · Dubem Nwachukwu | 3:01,84   |
| Chód na 20 km                 | Misgana Wakuma                                                                                     | 1:28:05   | Samuel Gathimba                                                                                 | 1:28:06   | Ismail Benhammouda                                                                                              | 1:31:12   |
| Skok wzwyż                    | Evans Yamoah                                                                                       | 2,23      | Saad Hammouda                                                                                   | 2,21      | Mpho Links | 2,21      |
| Skok o tyczce                 | Mehdi Amar Rouana                                                                                  | 5,30      | Boubacar Diallo                                                                                 | 5,00      | Abera Alemu | 4,00      |
| Skok w dal                    | Asande Mthembu                                                                                     | 7,86      | Yasser Triki                                                                                    | 7,83      | Appolinaire Yinra                                                                                               | 7,71      |
| Trójskok                      | Fabrice Zango                                                                                      | 16,97     | Amath Faye                                                                                      | 16,24     | Yacouba Loué | 15,86     |
| Pchnięcie kulą                | Chukwuebuka Enekwechi                                                                              | 21,06     | Mostafa Amr Hassan                                                                              | 20,70     | Mohamed Magdi Hamza                                                                                             | 20,29     |
| Rzut dyskiem                  | Victor Hogan                                                                                       | 62,56     | Oussama Khennoussi                                                                              | 59,97     | Ryan Williams                                                                                                   | 55,42     |
| Rzut młotem                   | Mostafa Hicham Al-Gamal                                                                            | 73,65     | Mohsen El Anany                                                                                 | 67,71     | Allan Cumming                                                                                                   | 67,57     |
| Rzut oszczepem                | Nnamdi Chinecherem                                                                                 | 82,80 ·   | Julius Yego                                                                                     | 81,74     | Mustafa Mahmoud Abdel Khaliq                                                                                    | 78,10     |
| Dziesięciobój                 | Friedrich Pretorius                                                                                | 7550 pkt. | Edwin Kimutai Too                                                                               | 7140 pkt. | Dhiae Boudoumi                                                                                                  | 6943 pkt. |

### Kobiety
| Konkurencja                   | 1. miejsce | Wynik     | 2. miejsce                                                                   | Wynik     | 3. miejsce                                                                          | Wynik         |
| ----------------------------- | --- | --------- | ---------------------------------------------------------------------------- | --------- | ----------------------------------------------------------------------------------- | ------------- |
| Bieg na 100 m                 | Gina Bass | 11,36     | Maia McCoy                                                                   | 11,49     | Olayinka Olajide                                                                    | 11,55         |
| Bieg na 200 m                 | Gina Bass | 23,13     | Olayinka Olajide                                                             | 23,18     | Natacha Ngoye Akamabi                                                               | 23,42         |
| Bieg na 400 m                 | Mary Moraa | 50,57     | Esther Elo Joseph                                                            | 51,61     | Sita Sibiri                                                                         | 51,74         |
| Bieg na 800 m                 | Tsige Duguma | 1:57,73   | Halimah Nakaayi                                                              | 1:58,59   | Vivian Chebet Kiprotich                                                             | 2:00,27       |
| Bieg na 1500 m                | Hirut Meshesha | 4:05,71   | Hawi Abera                                                                   | 4:06,09   | Mary Ekiru                                                                          | 4:06,22       |
| Bieg na 5000 m                | Medina Eisa | 15:04,32  | Birtukan Molla                                                               | 15:05,32  | Melknat Wudu                                                                        | 15:07,04      |
| Bieg na 10 000 m              | Janeth Chepngetich | 33:37,00  | Wede Kefale                                                                  | 33:38,37  | Tekan Berhe                                                                         | 33:51,50      |
| Półmaraton                    | Loliha Atalena | 1:14:36   | Zewditu Aderaw                                                               | 1:14:40   | Nancy Jepleting                                                                     | 1:15:07       |
| Bieg na 3000 m z przeszkodami | Beatrice Chepkoech | 9:15,61   | Peruth Chemutai                                                              | 9:16,07   | Lomi Muleta                                                                         | 9:26,63       |
| Bieg na 100 m przez płotki    | Tobi Amusan | 12,89     | Sidonie Fiadanantsoa                                                         | 13,19     | Ashley Kamangirira                                                                  | 13,59         |
| Bieg na 400 m przez płotki    | Rogail Joseph | 55,39     | Noura Ennadi                                                                 | 55,85     | Linda Angounou                                                                      | 56,41         |
| Sztafeta 4 × 100 m            | Nigeria Justina Tiana Eyakpobeyan · Olayinka Olajide · Moforehan Abinusawa · Tobi Amusan · Chisom Onyebuchi · Blessing Ogundiran | 43,05     | Liberia Ebony Morrison · Destiny Smith-Barnett · Maia McCoy · Shania Collins | 44,02     | Ghana Mary Boakye · Janet Mensah · Doris Mensah · Halutie Hor · Benedicta Kwartemaa | 44,21         |
| Sztafeta 4 × 400 m            | Nigeria Esther Elo Joseph · Patience George · Brittany Ogunmokun · Omolara Omotoso                                               | 3:27,29   | Zambia Niddy Mingilishi · Abygirl Sepiso · Rhoda Njobvu · Quincy Malekani    | 3:31,85   | Botswana Tlhomphang Basele · Lydia Jele · Obakeng Kamberuka · Oratile Nowe          | 3:33,44       |
| Chód na 20 km                 | Emily Wamusyi Ngii | 1:37:34   | Sintayehu Masire                                                             | 1:38:07   | Souad Azzi                                                                          | 1:45:42       |
| Skok wzwyż                    | Rose Yeboah | 1,90      | Fatoumata Balley                                                             | 1,81      | Darina Hadil Rezik                                                                  | 1,78          |
| Skok o tyczce                 | Miré Reinstorf | 4,35      | Dorra Mahfoudhi                                                              | 3,70      | nie przyznano                                                                       | nie przyznano |
| Skok w dal                    | Ese Brume | 6,92      | Marthe Koala                                                                 | 6,81      | Prestina Ochonogor                                                                  | 6,67          |
| Trójskok                      | Ruth Usoro | 13,80     | Winny Bii                                                                    | 13,64     | Saly Sarr                                                                           | 13,60         |
| Pchnięcie kulą                | Ashley Erasmus | 16,98     | Oyesade Olatoye                                                              | 16,61     | Ischke Senekal                                                                      | 16,38         |
| Rzut dyskiem                  | Obiageri Amaechi | 58,93     | Chioma Onyekwere                                                             | 58,03     | Nora Monie                                                                          | 56,11         |
| Rzut młotem                   | Zahra Tatar | 69,95 ·   | Zouina Bouzebra                                                              | 68,97     | Oyesade Olatoye                                                                     | 68,92         |
| Rzut oszczepem                | Jo-Ane van Dyk | 60,80     | Jana van Schalkwyk                                                           | 57,64     | Josephine Joyce Lalam                                                               | 57,01         |
| Siedmiobój                    | Odile Ahouanwanou | 5616 pkt. | Kemi Francis-Petersen                                                        | 5268 pkt. | Adèle Mafogang                                                                      | 5181 pkt.     |

### Zawody mieszane
| Konkurencja                 | 1. miejsce | Wynik   | 2. miejsce                                                                                   | Wynik   | 3. miejsce                                                                | Wynik   |
| --------------------------- | --- | ------- | -------------------------------------------------------------------------------------------- | ------- | ------------------------------------------------------------------------- | ------- |
| Sztafeta mieszana 4 × 400 m | Nigeria Ifeanyi Emmanuel Ojeli · Patience George · Sikiru Adeyemi · Omolara Omotoso · Samson Oghenewegba Nathaniel | 3:13,26 | Botswana Busang Kebinatshipi · Lydia Jele · Bayapo Ndori · Obakeng Kamberuka · Leungo Scotch | 3:13,99 | Kenia David Sanayek · Maureen Thomas · Kennedy Kimeu Muthoki · Mary Moraa | 3:18,03 |

## Klasyfikacja medalowa
Kolorem niebieskim oznaczono kraj organizujący igrzyska.
| Miejsce | Państwo           | Złoto | Srebro | Brąz | Razem |
| ------- | ----------------- | ----- | ------ | ---- | ----- |
| 1.      | Nigeria           | 11    | 6      | 5    | 22    |
| 2.      | Etiopia           | 7     | 7      | 4    | 18    |
| 3.      | Południowa Afryka | 7     | 1      | 3    | 11    |
| 4.      | Kenia             | 6     | 6      | 8    | 20    |
| 5.      | Ghana             | 3     | 2      | 1    | 6     |
| 6.      | Algieria          | 2     | 4      | 4    | 10    |
| 7.      | Gambia            | 2     | 0      | 0    | 2     |
| 8.      | Maroko            | 1     | 2      | 0    | 3     |
| 8.      | Zambia            | 1     | 2      | 0    | 3     |
| 10.     | Kamerun           | 1     | 1      | 4    | 6     |
| 11.     | Egipt             | 1     | 1      | 3    | 5     |
| 12.     | Burkina Faso      | 1     | 1      | 2    | 4     |
| 12.     | Senegal           | 1     | 1      | 2    | 4     |
| 14.     | Benin             | 1     | 0      | 0    | 1     |
| 14.     | Erytrea           | 1     | 0      | 0    | 1     |
| 14.     | Sudan Południowy  | 1     | 0      | 0    | 1     |
| 17.     | Botswana          | 0     | 3      | 3    | 6     |
| 18.     | Liberia           | 0     | 2      | 1    | 3     |
| 18.     | Uganda            | 0     | 2      | 1    | 3     |
| 20.     | Tunezja           | 0     | 2      | 0    | 2     |
| 21.     | Gwinea            | 0     | 1      | 0    | 1     |
| 21.     | Madagaskar        | 0     | 1      | 0    | 1     |
| 21.     | Mali              | 0     | 1      | 0    | 1     |
| 21.     | Somalia           | 0     | 1      | 0    | 1     |
| 25.     | Namibia           | 0     | 0      | 2    | 2     |
| 25.     | Zimbabwe          | 0     | 0      | 2    | 2     |
| 27.     | Kongo             | 0     | 0      | 1    | 1     |
| Razem   | Razem             | 47    | 47     | 46   | 140   |